# 月曜劇場
『月曜劇場』（げつようげきじょう）は、2005年3月28日から2006年3月までNHK総合テレビで毎週月曜日21:15から21:58まで（JST）放送されたテレビ番組枠の総称である。

## 概要
番組は当初1クール（3ヶ月）ごとに、氷川きよし司会の音楽バラエティ番組「きよしとこの夜」と、「シリーズドラマ」（2005年3月までは月曜ドラマシリーズとして毎週放映された）を交代で放送する体裁が取り入れられて、シリーズドラマとしては7月の第1シリーズとして「ジイジ2〜孫といた夏〜」（主演：西田敏行）を5回放送した。
しかし、一連の不祥事からの経営体質の見直しを図る目的から、2006年1 - 3月の同枠で10回シリーズで放映予定だった井上靖原作の小説を映像化した「氷壁」は、2006年1 - 2月の6回シリーズ（1回1時間）で毎週土曜日22時から23時に新設される「土曜ドラマ」の枠で放送されることになったため、2006年1月以後の月曜劇場の放送内容については当初のドラマから変更され、引き続き「きよしとこの夜」が放映された（番組詳細は各項参照）。